# 巴努阿武胡火山
巴努阿武胡火山是一座位於印度尼西亞桑義赫群島的海底火山，該火山自海床上升400（1,300英尺）左右，在歷史上曾有多次隆起至海平面以上及沉沒的紀錄。巴努阿武胡火山在1835年時曾升至海平面以上90（300英尺），但到1948年時卻已下降到只剩下幾處礁石；該火山在1889年再度升至海平面以上，至1894年時高度達50（160英尺），但過不久又下降至海平面以下；1919年時，巴努阿武胡火山又升至海平面以上，再度形成一小島嶼，然而至1935年後又下降至海平面以下。